# Спондж Боб: Гъба на сухо
„Спондж Боб: Гъба на сухо“ (на английски: The SpongeBob Movie: Sponge Out of Water) е американски 3D филм от 2015 г., базиран на сериала „Спондж Боб Квадратни гащи“, продължение на „Спондж Боб Квадратни гащи: Филмът“ (2004 г.). Филмът е смесица от анимация и игрален филм.

## Сюжет
Пиратът „Бургер Брадата“ открадва тайната рецепта за ракбургерите с помощта на магическа книга, която сбъдва всичко написано в нея. Спондж Боб, Г-н Рак, Сепия, Патрик, Санди и Планктон трябва да излязат на повърхността, за да си върнат обратно рецептата.

## Отзиви
„Спондж Боб: Гъба извън водата“ излиза на 6 февруари 2015 г. в САЩ и печели положителни отзиви от критиците и отбелязва бокс офис успех с приходи над $311 милиона в световен мащаб при бюджет от $74 милиона. Филмът е номиниран в категория „Любим анимационен филм“ за 2015 г. на ежегодната церемония на наградите Kids' Choice Awards на Никелодеон, но наградата печели „Героичната шесторка“.